# Hubovo
Hubovo, ungarisch Hubó ist eine Gemeinde in der Mitte der Slowakei mit 113 Einwohnern (Stand 31. Dezember 2024), die im Okres Rimavská Sobota, einem Kreis des Banskobystrický kraj, liegt und zur Landschaft Gemer gezählt wird.

## Geographie

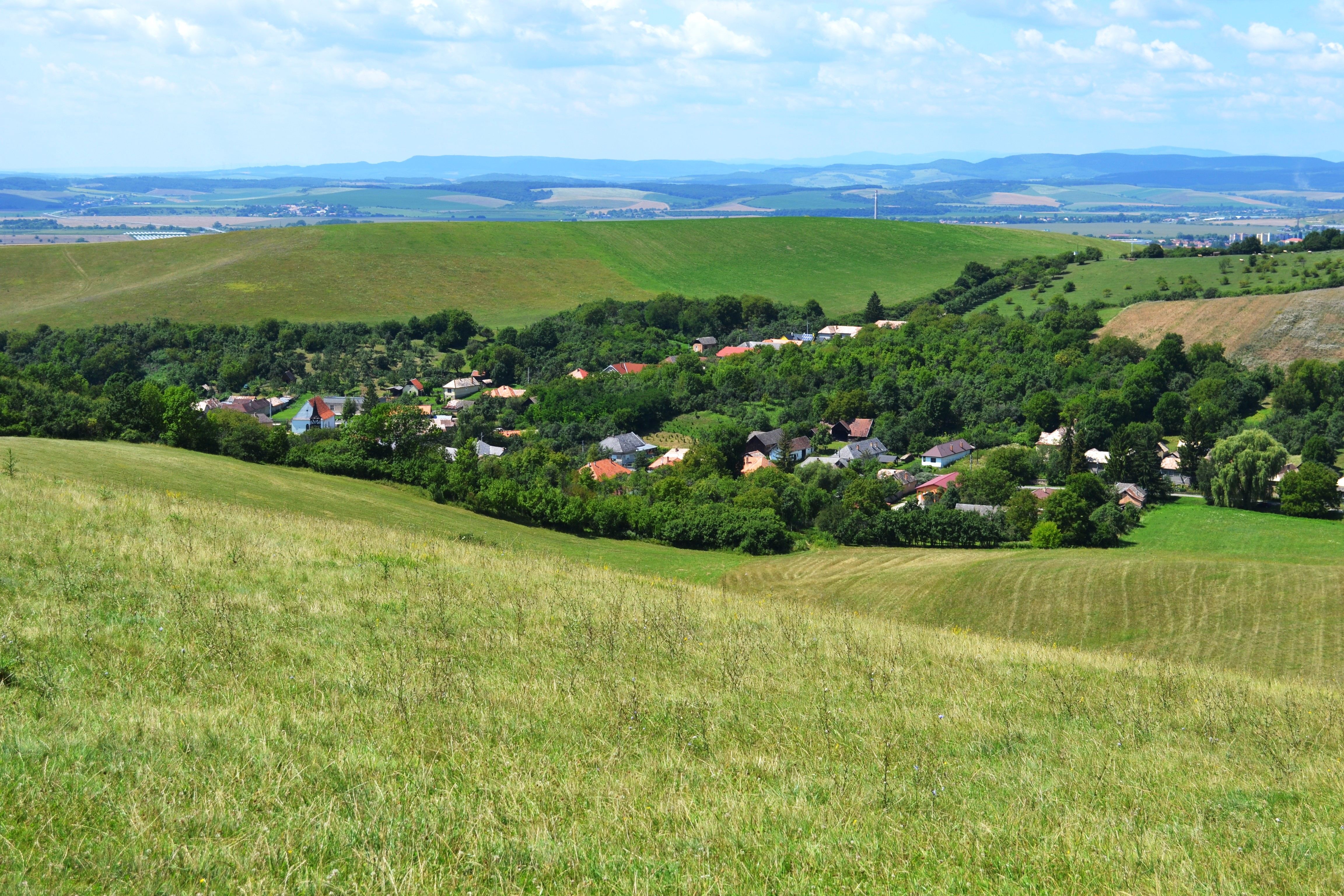
Blick auf den Ort

Die Gemeinde befindet sich am Übergang vom Talkessel Rimavská kotlina in das Hügelland Bodvianska pahorkatina im sanften Tal des Hubovský potok im Einzugsgebiet der Slaná, nahe der Staatsgrenze zu Ungarn. Das Ortszentrum liegt auf einer Höhe von 238 m n.m. und ist acht Kilometer von Tornaľa sowie 31 Kilometer von Rimavská Sobota entfernt.
Nachbargemeinden sind Szuhafő im Osten, Gömörszőlős im Südosten, Neporadza und Kesovce im Süden, Lenka im Westen sowie Tornaľa im Nordwesten und Norden.

## Geschichte

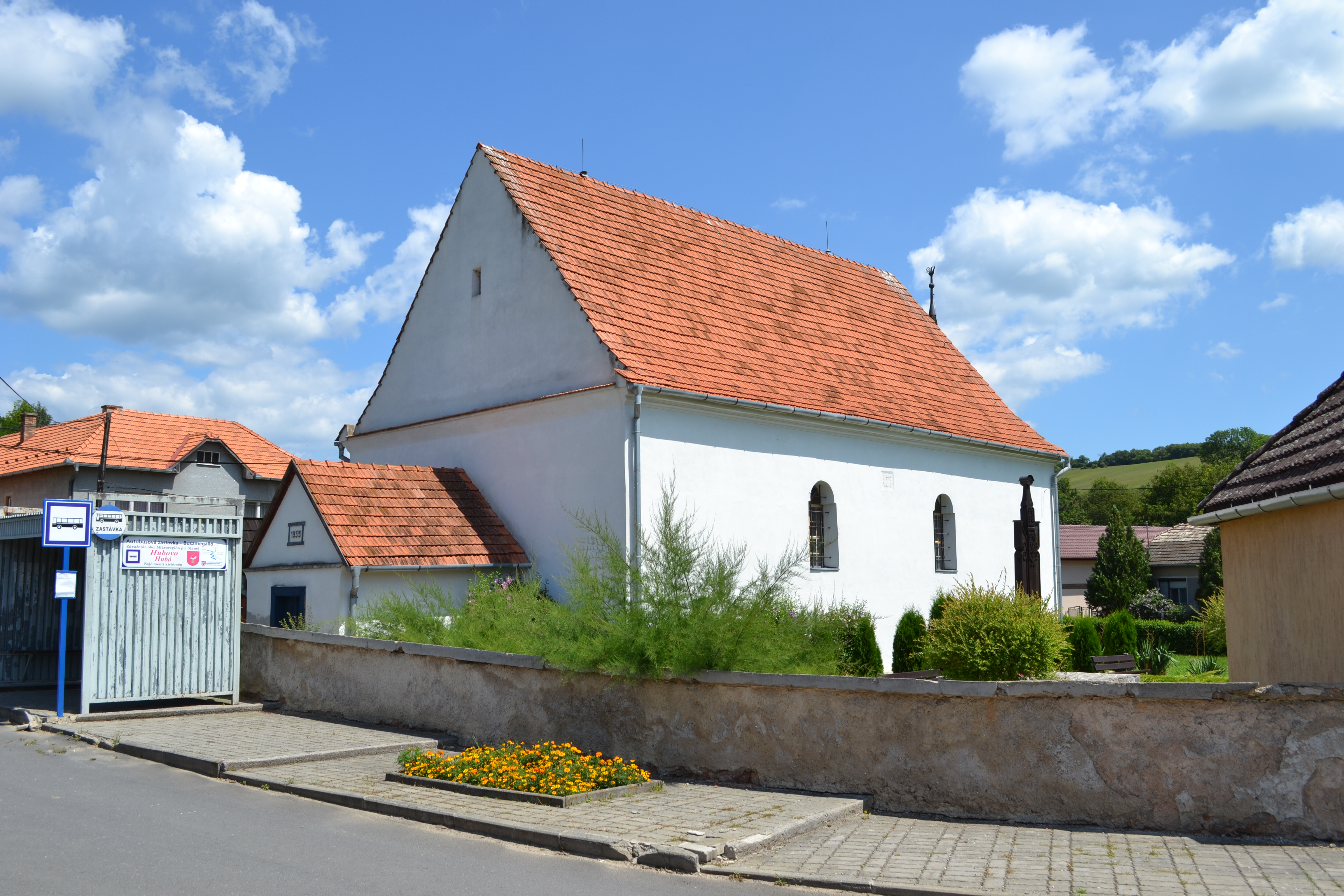
Reformierte Kirche

Hubovo wurde zum ersten Mal 1235 als Habon schriftlich erwähnt, später überlieferte Namen sind unter anderen Hubouu (1323), Hubow beziehungsweise Hwba (1449) und Hubo (1808). Der Ort entstand im 11. Jahrhundert auf dem Herrschaftsgebiet der nahen Burg Gemer, die Einwohner waren dabei von Untertanenpflichten befreit. 1411 kam das Dorf in den Besitz des Landadels, Besitzer waren unter anderem die Familien Hubay, Szuhay und Kasza. 1828 zählte man 67 Häuser und 622 Einwohner, die als Landwirte und Winzer beschäftigt waren.
Bis 1918/1919 gehörte der im Komitat Gemer und Kleinhont liegende Ort zum Königreich Ungarn und kam danach zur Tschechoslowakei beziehungsweise heute Slowakei. Zwischen 1938 und 1944 gehörte er auf Grund des Ersten Wiener Schiedsspruches noch einmal zu Ungarn.

## Bevölkerung
| Jahr                | 1994 | 2004     | 2014    | 2024     |
| ------------------- | ---- | -------- | ------- | -------- |
| Anzahl der Personen | 170  | 142      | 134     | 113      |
| Unterschied         |      | −16,47 % | −5,63 % | −15,67 % |

| Jahr                | 2023 | 2024    |
| ------------------- | ---- | ------- |
| Anzahl der Personen | 113  | 113     |
| Unterschied         |      | +1,42 % |

Gemäß der Volkszählung 2011 wohnten in Hubovo 142 Einwohner, davon 119 Magyaren, 14 Slowaken, drei Roma und zwei Tschechen. 11 Einwohner machten keine Angabe zur Ethnie.
79 Einwohner bekannten sich zur reformierten Kirche, 17 Einwohner bekannten sich zur römisch-katholischen Kirche, vier Einwohner zur Evangelischen Kirche A. B., jeweils zwei Einwohner zu den Zeugen Jehovas und zur evangelisch methodistischen Kirche und ein Einwohner zur griechisch-katholischen Kirche. 18 Einwohner waren konfessionslos und bei 19 Einwohnern wurde die Konfession nicht ermittelt.

## Bauwerke und Denkmäler

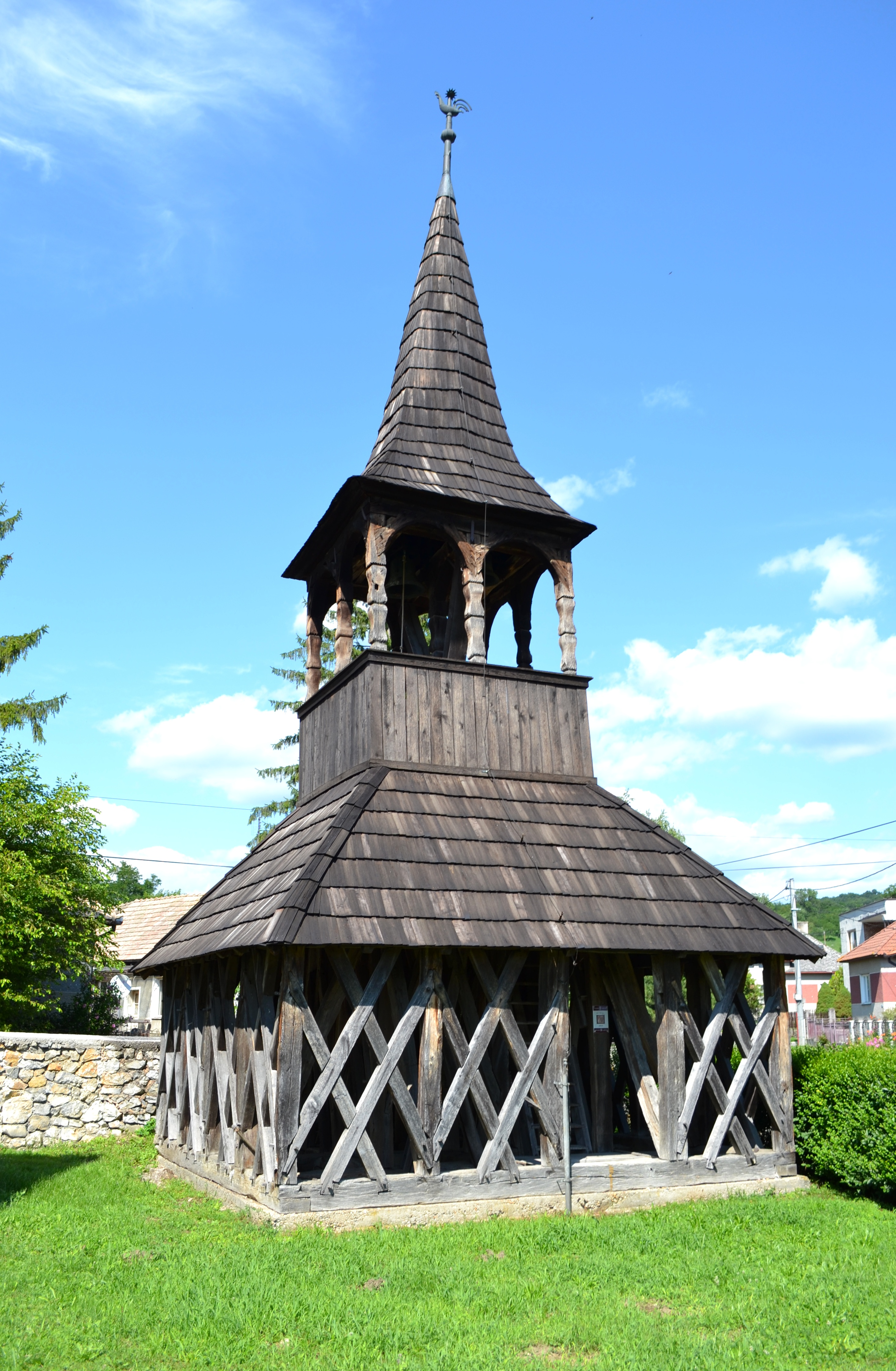
Holzglockenturm

- reformierte Kirche im klassizistischen Stil aus dem Jahr 1776
- Holzglockenturm aus dem Ende des 18. Jahrhunderts